# Бондаренко Олександр Мефодійович
Олександр Мефодійович Бондаренко (нар. 1924, місто Волноваха, тепер Донецької області — ?) — український радянський діяч, залізничник, машиніст паровозного депо станції Волноваха Донецької області. Депутат Верховної Ради СРСР 6-го скликання.

## Біографія
Народився в родині робітника-стрілочника залізниці. Навчався в школі № 3 міста Волновахи. Закінчив залізничну школу фабрично-заводського навчання.
У 1943—1947 роках — ремонтний робітник, кочегар, помічник машиніста паровоза. Освіта середня.
З 1947 року — машиніст паровозного депо станції Волноваха Донецької залізниці Сталінської (Донецької) області.
Потім — на пенсії.

## Нагороди
- ордени
- медалі